# OCaml
OCaml là dòng ngôn ngữ lập trình phổ dụng trong ngôn ngữ Caml (một dạng của ngôn ngữ lập trình ML), bắt đầu được Viện Nghiên cứu Khoa học Máy tính Quốc gia ở Pháp (INRIA) phát triển từ năm 1985. Caml là ngôn ngữ lập trình hàm và đến OCaml thì thêm các tính năng lập trình hướng đối tượng (Object - chữ O trong OCaml).

## Đặc điểm
- Kiểu mạnh: các biến trong Caml khi khởi tạo chỉ mang một dạng dữ liệu nhất định (khác với các ngôn ngữ kiểu yếu như Lisp).
- Hệ thống gỡ lỗi.

## Kiểu dữ liệu
Trong OCaml, kiểu số nguyên và số thực có các toán tử riêng biệt:
- Với số nguyên: +, *,...
- Với số thực: +., *.,...

Kiểu chuỗi ký tự được bao trong cặp dấu nháy kép: "Viet Nam"
Kiểu boolean có hai giá trị true và false.
Kiểu danh sách (list) bao giữa cặp ngoặc vuông với các thành phần phân cách nhau bởi dấu chấm phẩy.
[2; 3; 65; -4]

## Câu lệnh
Câu lệnh của OCaml kết thúc với hai dấu chấm phẩy (;;), khác với ML chuẩn.
Trong OCaml, cũng như các ngôn ngữ lập trình hàm khác, tên được gán giá trị bằng lệnh let:
<syntaxhightlight lang="ocaml" style="font-size:1.2em;">
let x = 3 + 5 * 2;;
</syntaxhightlight>
Đặc điểm lập trình hàm của OCaml cho phép các hàm là dạng dữ liệu cấp I. Hàm số ưu tiên kết hợp với tham số ở mức ưu tiên cao nhất.
<syntaxhightlight lang="ocaml" style="font-size:1.2em;">
(* Chú thích: giả sử f là một hàm có một tham số *)
2 + f 3  (* cách thông dụng *)
2 + (f 3) (* rõ ràng hơn *)
2 + f(3)  (* thường dùng với các ngôn ngữ mệnh lệnh như C, Pascal... Không thông dụng trong OCaml *)
</syntaxhightlight>
Với đặc điểm này, một tên cũng có thể khai báo như một hàm bằng let:
<syntaxhightlight lang="ocaml" style="font-size:1.2em;">
let gapDoi x = x *. 2.0;;
</syntaxhightlight>
Với các hàm đệ quy, ta cần viết let rec:
<syntaxhightlight lang="ocaml" style="font-size:1.2em;">
let rec giaiThua n = 
```
 if n = 0 then 1 else n * giaiThua (n-1);;
```

</syntaxhightlight>

## Hiện thực
Hệ thống Objective Caml được phát triển gồm có một bộ biên dịch (ocamlopt) theo mã gốc (native code) trên nhiều hệ vi xử lý (i386, IA64, Power PC, v.v...); cùng với bộ biên dịch bytecode (ocamlc). Ngoài ra, còn có các công cụ hỗ trợ như: môi trường dòng lệnh (ocaml), gỡ lỗi (ocamldebug), v.v...
OCaml được phân phối dưới dạng mã nguồn cùng các bản nhị phân trên các hệ điều thành thông dụng (Windows, Mac OS X, Linux (gói deb và rpm).

## Dấu nhắc lệnh
ocaml cũng là tên trình thông dịch của ngôn ngữ. Dấu nhắc lệnh OCaml có hình dấu thăng (#). Cần nhớ rằng để kết thúc dòng lệnh cần gõ ;; trước khi gõ Enter.
<syntaxhightlight lang="ocaml" style="font-size:1.2em;">
1. 1+2*3;;

-: int = 7
</syntaxhightlight>
Kết quả phép tính có giá trị bằng 7, kể cả kiểu dữ liệu: số nguyên (int) cũng được máy thông báo.
<syntaxhightlight lang="ocaml" style="font-size:1.2em;">
1. let pi = 4.0 *. atan 1.0;;

val pi: float = 3.14159265358979312
1. let binhPhuong x = x *. x;;

val binhPhuong: float -> float = <fun>
</syntaxhightlight>
Kết quả của một khai báo sẽ được máy thông báo là val tên. Trong trường hợp hàm số thì có cả thông báo về các kiểu dữ liệu (ở đây hàm nhận tham số dạng float (số thực) và trả kết quả cũng dưới dạng float.

## Ứng dụng
OCaml có một số ứng dụng trong kĩ thuật, công nghiệp, thương nghiệp:
- Được công ty Jane Street Capital  sử dụng rộng rãi
- Phần mềm Unison
- Phần mềm chứng minh định lý có tên là Coq.
- MLdonkey, phần mềm dạng BitTorrent.
- FFTW: chương trình tính biến đổi Fourier nhanh nhất phương Tây.